# メイデンヘッド・ユナイテッドFC
メイデンヘッド・ユナイテッド・フットボール・クラブ（Maidenhead United Football Club）はイングランド、バークシャー州、メイデンヘッドを本拠地とするサッカークラブチームである。2021-2022シーズンはナショナルリーグ（5部相当）に所属。

## タイトル

### 国内タイトル
- なし

### 国際タイトル
- なし

## 歴代所属選手
- アダム・フェデリチ 2005
- アルフィー・モーソン 2012-2013
- ケリー・ギルバート 2013
- DJ・キャンベル 2014-2015
- マックス・キルマン 2015-18